# 本田 (大阪市)
本田（ほんでん）は、大阪府大阪市西区の町名。現行行政地名は本田一丁目から本田四丁目。

## 地理
大阪市西区の北部に位置。北は川口、南は九条および千代崎、西は安治川、東は木津川を挟んで立売堀及び新町にそれぞれ接する。

### 河川
- 木津川

## 歴史

### 町名の由来
新田に対する元来の田地の意味を具えた地域であることに由来する。 

### 町名の変遷
江戸時代には、木津川沿いに戎島町があった他は西成郡九条村の一部だった。
- 1867年（慶応3年） 「戎」の字の使用が禁止され、戎島町を梅本町に改称。
- 1873年（明治6年） 西成郡九条村の一部を本田通1 - 3丁目に改編。梅本町の北部（字1丁目）が梅本一番町 - 三番町（現：川口）に編入され、梅本町の範囲が南部（字2丁目）のみとなる。
- 1944年（昭和19年） 本田通1 - 3丁目を本田町1 - 3丁目に改称。
- 1963年（昭和38年） 本田町1 - 3丁目を同1 - 4丁目に改編。
- 1977年（昭和52年） 本田1 - 4丁目の現行行政地名を実施。

## 世帯数と人口
2019年（平成31年）3月31日現在の世帯数と人口は以下の通りである。
| 丁目       | 世帯数    | 人口    |
| ---------- | --------- | ------- |
| 本田一丁目 | 1,527世帯 | 2,751人 |
| 本田二丁目 | 1,391世帯 | 1,855人 |
| 本田三丁目 | 756世帯   | 1,230人 |
| 本田四丁目 | 1,038世帯 | 1,488人 |
| 計         | 4,712世帯 | 7,324人 |

### 人口の変遷
国勢調査による人口の推移。
| 1995年（平成7年）  | 5,389人 | [ 5 ] |  |
| 2000年（平成12年） | 5,933人 | [ 6 ] |  |
| 2005年（平成17年） | 5,993人 | [ 7 ] |  |
| 2010年（平成22年） | 6,545人 | [ 8 ] |  |
| 2015年（平成27年） | 6,334人 | [ 9 ] |  |

### 世帯数の変遷
国勢調査による世帯数の推移。
| 1995年（平成7年）  | 2,823世帯 | [ 5 ] |  |
| 2000年（平成12年） | 3,062世帯 | [ 6 ] |  |
| 2005年（平成17年） | 3,546世帯 | [ 7 ] |  |
| 2010年（平成22年） | 3,695世帯 | [ 8 ] |  |
| 2015年（平成27年） | 3,602世帯 | [ 9 ] |  |

## 事業所
2016年（平成28年）現在の経済センサス調査による事業所数と従業員数は以下の通りである。
| 丁目       | 事業所数  | 従業員数 |
| ---------- | --------- | -------- |
| 本田一丁目 | 57事業所  | 325人    |
| 本田二丁目 | 93事業所  | 2,194人  |
| 本田三丁目 | 73事業所  | 465人    |
| 本田四丁目 | 45事業所  | 294人    |
| 計         | 268事業所 | 3,278人  |

## 施設
- 松島公園
  - 大阪市立西屋内プール
- 竹林寺
- 大阪掖済会病院
- 南宗寺
- 本田公園
- 増福院

## 交通

### 鉄道
- 地内に駅はなく、1 - 2丁目の最寄り駅は大阪市高速電気軌道 (Osaka Metro) の阿波座駅もしくは西長堀駅、3 - 4丁目の最寄り駅は大阪市高速電気軌道および阪神電気鉄道の九条駅となる。

### 道路
高速道路
- 阪神高速16号大阪港線

国道
- 国道172号（みなと通）

主要地方道
- 大阪市道築港深江線（中央大通）

### 橋梁
- 木津川大橋 - 木津川

## 出身者
- 於勢佐兵衛 - 綿帆布商、於勢商店社長[11]。
- 於勢佐兵衛 - 資産家[12]、綿帆布商、有坂製袋取締役[13]。
- 紅千鶴 - 宝塚少女歌劇団の娘役。

## その他

### 日本郵便
- 〒550-0022[3]（集配局：大阪西郵便局[14]）